# Дарьино (Рязанская область)
Дарьино (Кадомский) — посёлок в Кадомском районе Рязанской области. Входит в Котелинское сельское поселение.
День села отмечают 3 августа.

## География
Расположен у западной окраины села Котелино в левобережье Мокши в 19 км к юго-юго-западу от Кадома (27 км по автодорогам), в 29 км к востоку от Сасово и в 179 км от Рязани. С трёх сторон окружён лесами.
Уличная сеть состоит из четырёх географических объектов: Почтовая, Молодёжная, Садовая и Южная.

## Население
| 1984 | 2010 |
| ---- | ---- |
| 580  | ↘342 |

## Инфраструктура
В посёлке находится Котелинский спиртовой завод.

## Транспорт
Вблизи восточной окраины посёлка проходит автодорога 61к-046 Кадом — Котелино — Сасово. Ближайшая ж.-д. станция Кустарёвка (на линии Рязань — Инза) находится в 16 км к югу от села.